# Skjutsväsen
Skjutsväsendet var en statligt organiserad transport av personer och gods längsmed huvudvägar som existerade i Sverige från medeltiden fram till 1933 och i Finland till 1955.

## Skjutsväsendet från medeltiden till 1809
Ursprungligen var skjutsväsendets syfte att förse kungen och hans sändebud med nödvändig transport vid resor inom riket. Detta uppnåddes genom att bofasta bönder vid huvudvägar ålades en ständig skyldighet att tillhandahålla hästar, kost och husrum för den resande kungen (eller hans representant). I svensk lagstiftning finns första omnämnandet om böndernas skjutsplikt i Alsnö stadga, men bruket att ta in på gårdar belägna vid landsvägar torde vara äldre än så. I Magnus Erikssons landslag från 1300-talet reglerades skjutsväsendets omständigheter ytterligare och man försökte förebygga missbruket av skjutsväsendet, d.v.s. våldsgästning. Den resande skulle t.ex. förete ett s.k. hästbrev som bevisade att personen i fråga hade rätt till fri skjuts. Missbruket fortsatte emellertid och både adel och bonderyttare tog sig rättigheten att missbruka de skjutsskyldiga under 1500-talets andra hälft medan adeln själv och dess bönder hade inskränkt eller ingen skjutsplikt. Skjutsväsendet genomgick under 1500-talet en förändring då tavernor, länsmans- och kungsgårdar också pålades skjutsningsskyldighet och böndernas skjutsplikt begränsades. År 1649 gavs gästgivarordningen som föreskrev grundandet av ett ordnat gästgivarväsen där gästgiverierna var skyldiga att ha ett visst antal hästar till de resandes förfogande mot ersättning. Dessutom skulle gästgiverierna stå till buds med kost och logi. Skatte-, krono- och frälsebönderna befriades samtidigt från skyldigheten att ha hållhäst men fick istället erlägga en skatt, skjutspenningen. Bönderna var dock skyldiga att upplåta hästar åt resande ifall gästgiveriet tillfälligtvis var oförmöget att uppfylla sina skyldigheter. Rätt snart befanns dessa förordnanden otillräckliga i och med att trafiken på landsvägarna ökade och 1696 infördes hållskjutsen som innebar att bönder i tur och ordning var skyldiga att hålla häst och fordon till gästgiveriets förfogande. Denna skyldighet inskrevs också i Byggningabalkens XXVIII kapitel i 1734 års lag. Skjutsväsendet genomgick flera regleringar under 1700-talet i det att gästgiverierna 1762 mot ersättning kunde åta sig all skjutsning och i det att hållskjutsen begränsades till de större vägarna 1766.

## Skjutsväsendet i Sverige efter 1809
Under 1800-talet blev det allt vanligare att gästgiverierna åtog sig genom entreprenad att sköta all skjutsning. Slutligen befriades bönderna skjutstvånget 1878. Skjutsstadgan upphävdes slutligen 1933.

## Skjutsväsendet i Finland efter 1809
Efter rikssprängningen 1809 fortsatte en stor del av skjutsplikten i Storfurstendömet Finland att fullgöras av bönder. Från 1872 blev det möjligt att bjuda ut skjutshållningen på entreprenad och från 1883 i och med Kejserlig Förordning angående skjutshållningen och gästgifverierna gifven den 12 November 1883 skulle gästgiverihållningen skötas genom entreprenad. Skjutsväsendet reglerades på nytt i det självständiga Finland 1918 med en lag om skjutsväsendet som trädde i kraft 1920. Lagen förordnade staten att med skattemedel upprätthålla gästgiverier, skjutsstationer och skjutshållpunkter. Genom att trafikmedlen moderniserades blev skjutsväsendet alltmer obsolet och lagen upphävdes 1955.